# Bräugasse (Passau)
Die Bräugasse ist eine Straße in der Altstadt von Passau. Zwölf ihrer Häuser sind in der Liste der Baudenkmäler in Passau eingetragen.

## Untere Bräugasse
Auf der gegenüberliegenden Donauseite ragt auf einem Hügel die mächtige Veste Oberhaus auf, die den nahen Zusammenfluss von Donau, Inn und Ilz überblickt. In der Nachbarschaft des Wohnheims befindet sich das Museum Moderner Kunst sowie das bayerische Restaurant Altes Bräuhaus. Im unteren Teil der Bräugasse befinden sich noch eine Pension und ein Hotel.

## Historie

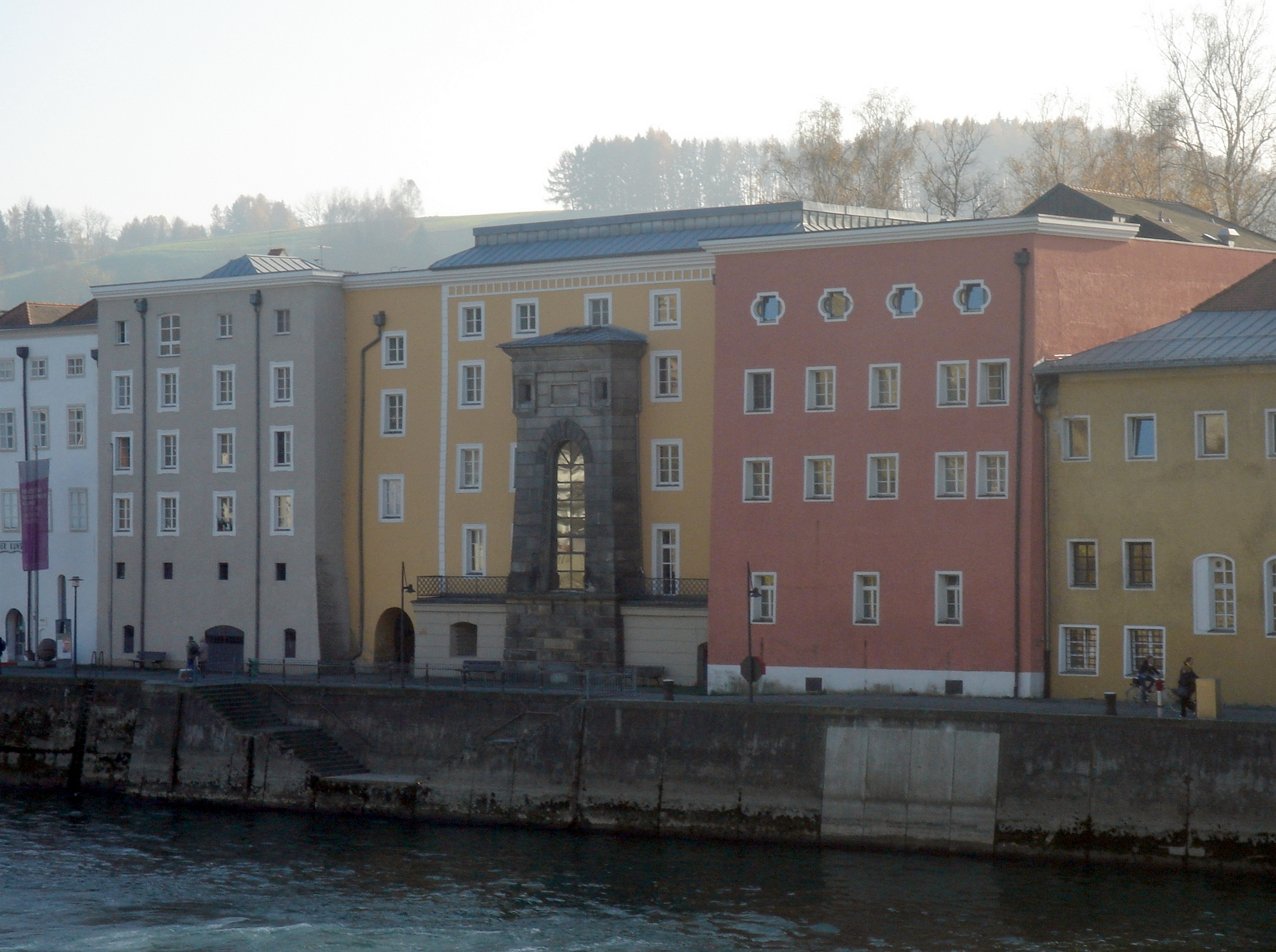
Studentenwohnheim Bräugasse – Ansicht von der Donauseite mit den noch sichtbaren Pylonen des Kettenstegs.

Die Gebäude entlang des Donaukais wurden im 19. Jahrhundert unter der Leitung des Baumeisters Johann Seidel, dessen Namen über dem großen Fenster im mittleren Bau verewigt ist, erbaut und bis 1829 als Salzstadl genutzt.
Das mittlere der drei Häuser wurde 1869 als Kopf- und Durchgangsbau für den Kettensteg miteinbezogen. Dieser sollte den Passauern als Fußgängerbrücke von der Altstadt zum Ilzdurchbruch dienen. Jedoch zeigten sich bereits 1897, als die Brücke in das Eigentum der Stadt überging, starke Schäden in den Ankerschächten. Deshalb begannen ab Sommer 1900 die Bauarbeiten für eine neue Hängebrücke.
Das im Jahre 1980 gegründete Studentenwohnheim Bräugasse erstreckt sich über die Hausnummern 11 bis 15 der Straße Bräugasse in der Universitätsstadt Passau. Es beherbergt ca. 95 Studenten unterschiedlicher Nationalität.